# José Bonifácio da Cunha
José Bonifácio da Cunha (Santo Amaro, 7 de abril de 1860 — Florianópolis, 18 de dezembro de 1915) foi um médico e político brasileiro.
Filho de José Bonifácio da Cunha e de Otávia Hahn da Cunha. Casou com Elisabeth Schmidt Cunha e, posteriormente, com Margareth Schmidt Cunha, irmã de sua primeira mulher.
Formou-se em medicina pela Faculdade de Medicina da Bahia.
Político filiado ao Partido Republicano Catarinense (PRC), ele foi superintendente municipal (prefeito) de Blumenau, de 1899 a 1902.
Pelo mesmo partido, teve intensa atividade parlamentar, tendo sido deputado eleito para Assembleia Legislativa Provincial de Santa Catarina na 24ª legislatura (1882 — 1883).
Foi deputado ao Congresso Representativo de Santa Catarina nas seguintes legislaturas:
- 1ª legislatura (1891 - 1893).[1]
- 2ª legislatura (1894 - 1895).[1]
- 6ª legislatura (1904 - 1906).[1]